# Koniecbór (gmina)
Koniecbór – dawna gmina wiejska istniejąca do 1954 roku w woj. białostockim (dzisiejsze woj. podlaskie). Nazwa gminy pochodzi od wsi Koniecbór, lecz siedzibą władz był Jegłówek (lub Jeglówek) (obecnie część Koniecboru).
Za Królestwa Polskiego gmina należała do powiatu suwalskiego w guberni suwalskiej. 19 maja?/31 maja 1870 do gminy przyłączono 2 wsie (Wasilówka i Wierciochy) z gminy Wólka. 
W okresie międzywojennym gmina Koniecbór należała do powiatu suwalskiego w woj. białostockim. Po wojnie gmina zachowała przynależność administracyjną. 1 lipca 1952 roku gmina była podzielona na 15 gromad: Bakaniuk, Choćki, Franciszkowo, Józefowo, Koniecbór, Krukówek, Kurianki, Lipowo, Małe Raczki, Rudniki, Sidory, Stoki, Wasilówka, Wierciochy, Żubrynek.
Gmina została zniesiona 29 września 1954 roku wraz z reformą wprowadzającą gromady w miejsce gmin. Jednostki nie przywrócono 1 stycznia 1973 roku po reaktywowaniu gmin.